# Interessengemeinschaft FÜR gesunde Lebensmittel
Die Interessengemeinschaft FÜR gesunde Lebensmittel (IG FÜR) ist ein im Februar 2001 als gemeinnützig anerkannter eingetragener Verein mit Sitz in Fulda und einem Büro in Berlin.

## Zweck
„Zweck des Vereines ist es, durch sachliche Information das Bewusstsein von der Bedeutung gesunder Lebensmittel für die Gesundheit der Menschen zu entwickeln. Dazu will der Verein die Öffentlichkeit und die Verbraucher von Lebensmitteln über deren Entstehung, deren Herstellung und Verarbeitung, deren Struktur und Zusammensetzung informieren.“

## Ziele und Leitbild
1997 gründete der Lebensmittelkaufmann Georg Sedlmaier die IG FÜR unter dem Motto „Lebensmittel sind Mittel zum Leben! Und jeder Einkauf ist Ihr Stimmzettel!“. Vereinszweck ist es, ein Bewusstsein für gesunde Lebensmittel, die im Einklang mit der Schöpfung stehen, zu schaffen. Die IG FÜR betrachtet Lebensmittel ganzheitlich von der Entstehung der Rohstoffe bis zum Teller des Verbrauchers. Der Verein setzt sich bundesweit dafür ein, Wissen zu vermitteln und positive Auswirkungen sowie fördernde Effekte gesunder Lebensmittel aufzuzeigen. Er wendet sich dabei an Produzenten, Industrie und Handel, an Politik und Wissenschaft und nicht zuletzt an Verbraucher. Der Verein engagiert sich für einen Erfahrungsaustausch mit Personen unterschiedlichster Positionen, Interessengruppen, Parteien und Unternehmen.

## Aktivitäten und Projekte
Der Verein organisiert Symposien zu aktuellen Themen:
- „Gesund und fit in die Zukunft. Unbelastete Lebensmittel frisch auf den Tisch - Profitable Chancen für Erzeuger, Industrie und Handel“, Kronberg im Taunus, 2007
- „Kein Leben ohne Wasser“, Frankfurt 2010[7]
- „Fischt Fischers Fritz noch frische Fische?“, Hamburg 2011[8]
- „Haben wir die richtige Lebensmittelverpackung?“, Berlin 2013, Gemeinsames Symposium der IG FÜR und der Verbraucher Initiative[9]
- „Menschenwohl = Tierwohl?“, Fulda 2014[10]
- „Lebensmittel ausverkauft – produzieren wir den Mangel von morgen?“, Köln 2015[11]
- „Zukunft gestalten: Mit Qualität und Vielfalt“, Fulda 2016[12]
- „Die Zukunft der gesunden Lebensmittel“, Jubiläumsveranstaltung, 20 Jahre IG FÜR, Fulda 2017[13]
- „Ausgesummt? Was bedeutet Biodiversität für unsere Zukunft als Gesellschaft und für uns in der Lebensmittelbranche?“, Berlin 2018[14]
- „Klima-Wende jetzt! Mit dem Einkaufszettel die Welt retten?“, Berlin 2019[15]
- „Wahre Preise – Was Lebensmittel wirklich kosten“, Berlin 2021[16]
- „Planetary Health“, Fulda 2022[17]

In Fulda und Kempten veranstaltet der Verein monatliche Vortragsabende für Verbraucher zu jeweils aktuellen Schwerpunktthemen, zum Beispiel „Werden gute Lebensmittel knapp?“ (in Zusammenarbeit mit dem World Future Council), „Volkskrankheiten kann man essen und trinken! Aber Gesundheit auch!“.
Darüber hinaus informiert der Verein bei Veranstaltungen gesellschaftlicher und politischer Gruppen sowie in Rundfunksendungen über aktuelle Themen.
Nach dem Motto „Gute Kräfte stärken“ werden „Unternehmen und Inhaber, die sich auf hervorragende Weise im Sinne der Ideen und Ziele der IG FÜR einsetzen, die einen wesentlichen Beitrag zur Bewusstseinsbildung leisten“ mit dem IG FÜR Ehrenbrief in Silber und Gold ausgezeichnet. Den Goldenen Ehrenbrief erhielten Joseph Wilhelm (Rapunzel Naturkost), Thomas Bruch (Globus Holding), Alain Caparros (ehem. REWE Group), Jürgen Mäder (EDEKA Südwest), Michael Radau (SuperBioMarkt AG), Susanna Gabler (Töpfer GmbH) und Barbara Scheitz (Andechser Molkerei).

## Mitglieder und Unterstützer
Es gibt rund 700 Mitglieder aus Deutschland, Österreich, der Schweiz, den Niederlanden, Spanien und Ägypten. Neben Privatpersonen sind Unternehmen der Lebensmittelbranche, Organisationen der Kirchen und der Politik, Fachverbände und andere Institutionen Mitglieder. Unter den Ehrenmitgliedern sind beispielsweise Helmy Abouleish, Geschäftsführer von SEKEM und Aufsichtsratsvorsitzender der Heliopolis-Universität für nachhaltige Entwicklung in Kairo, Johann Lafer, Cem Özdemir, Reinhold Messner und Vandana Shiva.

## Organisation
Den Verein leitet ein ehrenamtlich tätiger Vorstand, Vorsitzender ist Georg Sedlmaier. Ein wissenschaftlicher Beirat berät den Vorstand. Dieser ist interdisziplinär besetzt und unterstützt den Vorstand als unabhängiges Gremium auf ehrenamtlicher Basis. Im wissenschaftlichen Beirat tätig sind Ruth Tippe (Wissenschaftliche Beratung von Testbiotech) und Christoph Then (Geschäftsführer und wissenschaftlicher Direktor von Testbiotech), Susanne Kümmerle, Thomas Frankenbach, Petra Kühne, Manfred Mödlinger, Andreas Gattinger.

## Publikationen
Dreimal im Jahr erscheint das „IG FÜR Magazin“.
Georg Sedlmaier brachte sieben Bücher heraus, darunter zuletzt „Die Kunst der kleinen Schritte“ (2020), „Ist Essen Religion?“ (2017), „Vielfalt statt Einfalt“ (2014) und „Gesund durchs Leben“ (2010) (alle im BoD Verlag erschienen).